# Proteïna NEK8
La serina/treonina proteïna cinasa NEK8, també coneguda com a Never in Mitosis A-related kinase 8, és un enzim que forma part de la família de cinases NEK, codificades pel gen Never in Mitosis Gene A (NIMA). La NEK8 participa en nombrosos processos celulars i és responsable de la regulació del cicle cel·lular (progressió de G2 a M fase), el desenvolupament del citoesquelet, la senyalització de vies metabòliques i l'expressió de diferents gens. Per tant, està directament relacionada amb la proliferació de diferents tipus de càncer, com per exemple el càncer de mama o altres patologies renals i ciliars com la nefronoptisi (NPHP). Als éssers humans, és codificada pel gen NEK8.

## Descobriment i ubicació
El gen NEK8 (Homo sapiens), que codifica per a aquesta proteïna, s'ubica al cromosoma 17. Concretament, el seu locus es troba a la banda citogenètica 17q11.2. Es va descobrir mitjançant la tècnica d'anàlisi de clonació posicional del ronyó juvenil quístic (jck) d'un ratolí. Els resultats d'aquest estudi es van publicar l'any 2002. La seqüenciació del genoma humà del Projecte Genoma Humà va a ser clau pel posterior descobriment i estudi d'aquest gen i la seva proteïna a l'ésser humà.

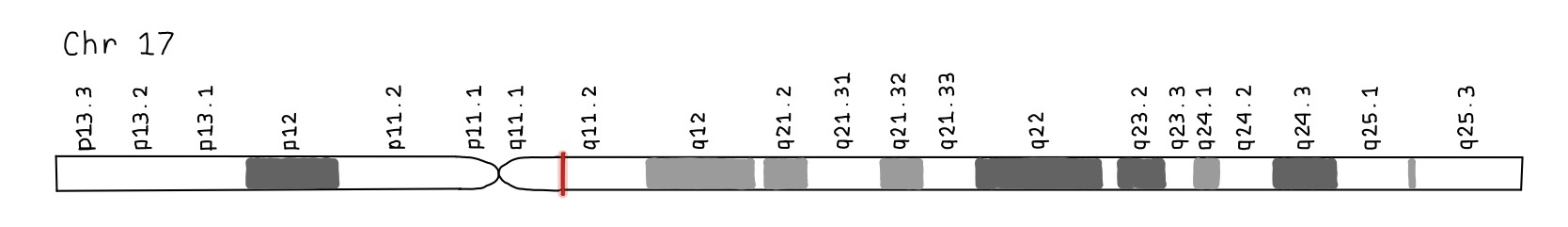
Locus del gen NEK8 en el cromosoma 17 de l'humà.

En tractar-se d'una proteïna amb múltiples funcions, s'expressa a un gran nombre de cèl·lules i teixits, però es troba en major concentracions altes als teixits de l'aparell digestiu, especialment a l'estómac, la vesícula biliar i a la melsa; i als teixits de l'aparell urinari, especialment als ronyons i a la bufeta urinària. En altres òrgans també s'ha observat una elevada presència de la NEK8, com als pulmons, la pell, la placenta, els testicles o la pròstata. No obstant això, la concentració més gran es troba al tiroides i als ganglis limfàtics. En canvi, la presència d'aquesta proteïna és escassa al teixit adipós o al cor.
Dintre la cèl·lula, es concentra al centrosoma, al citoesquelet, als cilis i al citoplasma. D'aquesta manera, s'expliquen les seves funcions de regulació del citoesquelet, del cicle cel·lular o senyalització cel·lular.

## Estructura
La proteïna NEK8 està composta per una cadena de 692 aminoàcids i té un pes de 74.9 kD. La seva estructura secundària conté estructures d'hèlix α i làmina β gràcies als ponts d'hidrogen que es formen. L'estructura terciària és complexa, la proteïna adquireix una estructura tridimensional gràcies a forces intermoleculars com els ponts disulfur entre cisteïnes o les forces de Van der Waals. A més, la proteïna NEK8 pot interaccionar amb altres proteïnes i aconseguir formar una estructura quaternària. Per exemple, pot formar part del complex proteic format per almenys, les proteïnes NKS6, INVS i NPHP3.

Estructura tridimensional de la proteïna NEK8 (Homo sapiens).

La NEK8 té dos llocs d'unió. El primer està situat entre els aminoàcids 10 i 18 i el segon lloc d'unió està a l'aminoàcid 33, que és una Lisina (Lys), que actua com una base. El centre actiu es troba a l'aminoàcid 128, un Àcid aspàrtic, que en pH fisiològic està carregat negativament (Aspartat).
El domini proteïna cinasa es troba entre els aminoàcids 4 i 258. També trobem 5 repeticions o motius del tipus RCC1 (Regulator of chromosome condensation) que són l'RCC1 1, RCC1 2, RCC1 3, RCC1 4 i RCC1 5, ubicats entre els aminoàcids 312-350, 410-461, 462-513, 580-631, 632-684 respectivament. Pel que fa al gen NEK8, té un total de 15 exons
La proteïna NEK8 per si mateixa és un apoenzim, necessita el cofactor enzimàtic Mg2+ per dur a terme la seva activitat. El complex format per la unió entre l'apoenzim i el cofactor enzimàtic es denomina holoenzim.

## Funció
Tot i que el gen NEK8 encara és bastant desconegut, diversos estudis han demostrat la seva implicació directa en la regulació del cicle cel·lular, el desenvolupament del citoesquelet i formació de cilis, senyalització de vies metabòliques, o expressió de gens com el PC1 i PC2 La seva activitat molecular es fonamenta en l'activitat proteïna serina cinasa, activitat proteïna serina/treonina cinasa, en la unió de molècules d'ATP, ions metàl·lics o unions peptídiques.

### Regulació del cicle cel·lular
Les proteïnes NEK8 són proteïnes cinases, és a dir, proteïnes de senyalització que regulen altres proteïnes, indicant així a les cèl·lules quina és la seva funció i quan han d'actuar. Totes són essencials per la correcta separació dels cromosomes durant la divisió cel·lular i assegurar que cada cèl·lula filla obtingui el material genètic apropiat. S'ha demostrat que NEK8 es localitza parcialment al centrosoma, un orgànul encarregat de l'organització del fus mitòtic i, per tant, essencial perquè la divisió cel·lular es pugui efectuar correctament.

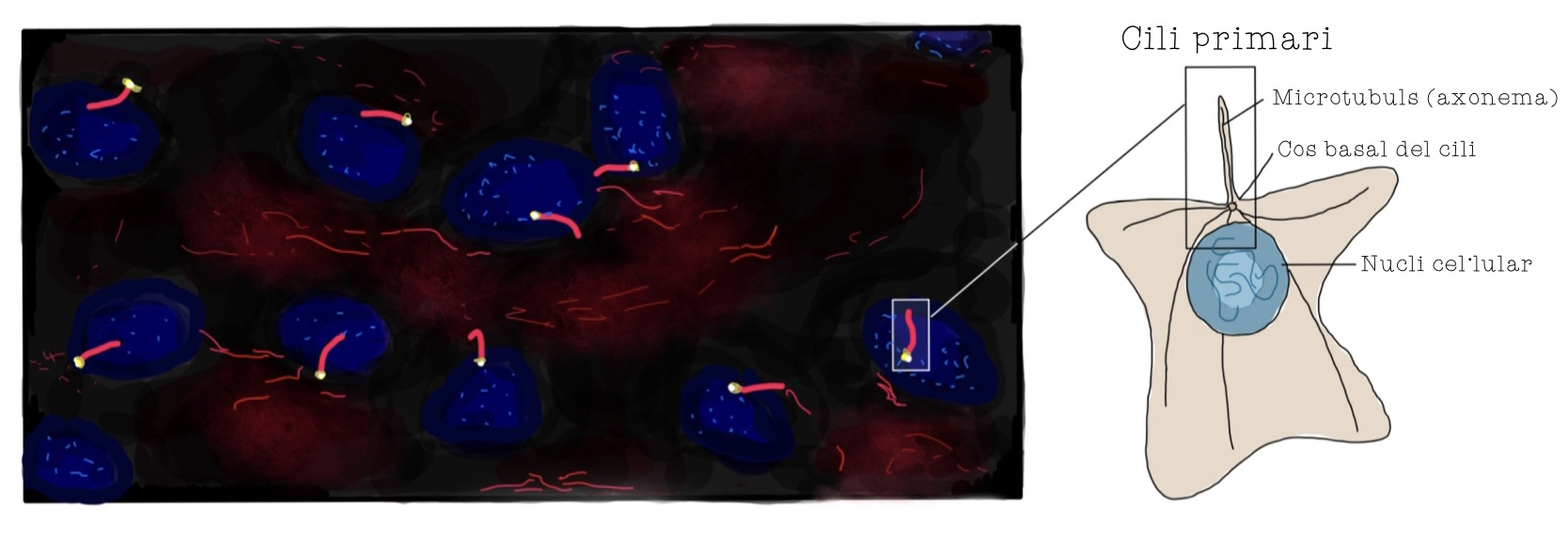
Localització del gen NEK8 en els cilis primaris.

### Funció ciliar i senyalització cel·lular
NEK8 també es localitza als cilis de les cèl·lules, estructures cilíndriques on es concentren diferents mecanismes de senyalització, de manera que es dedueix que, com a mínim, part de les funcions del pèptid estan relacionades amb la funció ciliar i la senyalització cel·lular.
De fet, en un estudi del 2010 es va demostrar la implicació directa de la NEK8 en la senyalització cel·lular en demostrar que, juntament amb la NPHP3, una altra proteïna, interactuen i activen l'efector d'Hippo TAZ, de manera que NEK8 està involucrada en la senyalització Hippo-Wnt. Aquesta és una via de senyalització que controla la mida dels òrgans en animals mitjançant la regulació de la proliferació cel·lular i l'apoptosi. D'aquesta manera, s'ha demostrat que una mutació en el gen NEK8 pot provocar múltiples "ciliopaties".

### Expressió de gens
NEK8 també duu a terme la regulació de l'expressió d'alguns gens. Alguns exemples són el cas de la policisteina-1(PC1) i la policisteina-2(PC2). La seva interacció amb les vies de transducció del senyal de les policistenes permet controlar l'orientació d'aquestes proteïnes ciliars. La disfunció de Nek8 pot conduir a una alteració de l'estructura i la funció dels cilis a la nefrona distal.

### Regulació de l'adipogènesi
Aquest pèptid també té un paper crític en la proliferació d'adipòcits i la sensibilitat a la glucosa durant el procés d'adipogènesi, un procés biològic complex que és la principal causa d'obesitat. Existeix un vincle entre la NEK8 i l'obesitat causada per la diabetis tipus 2. Durant l'adipogènesi, s'eleva l'expressió de NEK8 i disminueix la de Tafazzin (un regulador transcripcional oncogènic, TAZ). L'expressió excessiva de NEK8 promou l'acumulació de lípids i l'expressió de marcadors per a diferenciar els adipòcits. La interacció de NEK8 amb TAZ anul·la la seva expressió als adipòcits i aquesta inhibició provoca una millora en la resistència d'aquests adipòcits a la insulina.

## Patologies associades
Les mutacions en el gen de NEK8 s’associen a anomalies en el desenvolupament renal, cardiovascular i/o hepàtic, responent a les característiques de la nefronoptisi o NPHP.
Aquesta patologia està inclosa en la categoria de trastorns humans anomenats “ciliopaties”. S’hereta amb caràcter autosòmic recessiu i es presenta en dotze variants (sovint les juvenils NPH1 i NPH3, i la infantil NPH2). Darrere uns estudis amb peix zebra, s’ha suggerit que les funcions dels productes genètics NPHP (nefroquitines) estan estretament relacionades en el desenvolupament del quist renal o pronèfric. Les nefrostins han demostrat localitzar-se en cilis primaris i cossos bassals/centrosomes.
D’altra banda, per investigar el paper de la proteïna NEK8 en el càncer de mama, aquesta va ser enderrocada a les línies de cèl·lules que pateixen el càncer (MDA-MB-231, BT549 i HCC38), observant així una disminució de la proliferació cel·lular i la formació de colònies a causa de la regulació de les transicions G1/S i G2/M. NEK8 va disminuir la formació de l’esfera tumoral, l’activitat de l’aldehid deshidrogenasa i l’expressió del marcador és de les cèl·lules mare (CD44, Sox2, Oct4a i Nanog). Addicionalment, una anàlisi posterior va revelar que NEK8 interactua amb β-catenina. Així, el descens de NEK8 promou la degradació de β-catenina. Les cèl·lules MDA-MB-23 silenciades NEK8 inhibeixen el creixement del tumor de xenograft, la metàstasi i la iniciació del tumor in vivo. Utilitzant les bases de dades públiques Oncomine i TNMplot, trobem una correlació significativa entre la sobreexpressió NEK8 i els mals resultats clínics en pacients de càncer de mama. Per tant, NEK8 pot ser un regulador crucial de la progressió del càncer de mama i un possible objectiu terapèutic.